# 什赫塔里
50°36′58″N 24°9′41″E / 50.61611°N 24.16139°E
什赫塔里（烏克蘭語：Шихтарі），是烏克蘭西部的村莊，隸屬利維夫州的舍普季茨基區。該村面積0.18平方公里，海拔高度185米，2001年人口25，人口密度每平方公里136.61人。